# 1. Bundesliga 1999-2000
La 1. Bundesliga 1999-2000 fue la 37.ª edición de la Fußball-Bundesliga, la mayor competición futbolística de Alemania. El campeonato comenzó el 13 de agosto de 1999 y finalizó el 20 de mayo de 2000, siendo disputado por 18 equipos.
Bayern Múnich se quedó con la liga en la última fecha gracias a la diferencia de goles a su favor, después de vencer por 3-1 a Werder Bremen, al mismo tiempo que Bayer Leverkusen, por entonces líder del certamen, caía fuera de casa por 2-0 con Unterhaching, perdiendo la posibilidad de consagrarse por primera vez en su historia. Para Bayern Múnich significó la revalidación del título obtenido la temporada anterior, obteniendo así su decimoquinta Bundesliga y su decimosexta estrella en la máxima categoría alemana.

## Equipos
| Pos | Descendidos de 1. Bundesliga |
| --- | ---------------------------- |
| 16º | Núremberg                    |
| 17º | Bochum                       |
| 18º | Borussia Mönchengladbach     |

| Pos | Ascendidos de 2. Bundesliga |
| --- | --------------------------- |
| 1º  | Arminia Bielefeld           |
| 2º  | Unterhaching                |
| 3º  | Ulm                         |

| Equipo              | Ciudad         | Estadio                  | Aforo  |
| ------------------- | -------------- | ------------------------ | ------ |
| 1860 Múnich         | Múnich         | Estadio Olímpico         | 63 000 |
| Arminia Bielefeld   | Bielefeld      | Estadio Alm              | 26 600 |
| Bayer Leverkusen    | Leverkusen     | BayArena                 | 22 500 |
| Bayern de Múnich    | Múnich         | Estadio Olímpico         | 63 000 |
| Borussia Dortmund   | Dortmund       | Westfalenstadion         | 68 600 |
| Duisburgo           | Duisburgo      | Wedaustadion             | 30 128 |
| Eintracht Fráncfort | Fráncfort      | Waldstadion              | 62 000 |
| Friburgo            | Friburgo       | Dreisamstadion           | 25 000 |
| Hamburgo            | Hamburgo       | Volksparkstadion         | 62 000 |
| Hansa Rostock       | Rostock        | Ostseestadion            | 25 850 |
| Hertha Berlín       | Berlín         | Olympiastadion           | 76 000 |
| Kaiserslautern      | Kaiserslautern | Estadio Fritz Walter     | 41 500 |
| Schalke 04          | Gelsenkirchen  | Parkstadion              | 70 000 |
| Stuttgart           | Stuttgart      | Estadio Gottlieb Daimler | 53 700 |
| Ulm                 | Ulm            | Donaustadion             | 23 500 |
| Unterhaching        | Unterhaching   | Sportpark Unterhaching   | 11 300 |
| Werder Bremen       | Bremen         | Weserstadion             | 36 000 |
| Wolfsburgo          | Wolfsburgo     | VfL-Stadion              | 21 600 |

### Equipos porEstados federados
| Región                            | N.º | Equipos                                                                        |
| --------------------------------- | --- | ------------------------------------------------------------------------------ |
| Renania del Norte-Westfalia       | 5   | Arminia Bielefeld, Bayer Leverkusen, Borussia Dortmund, Duisburgo y Schalke 04 |
| Baden-Wurtemberg                  | 3   | Friburgo, Stuttgart y Ulm                                                      |
| Baviera                           | 3   | 1860 Múnich, Bayern de Múnich y Unterhaching                                   |
| Baja Sajonia                      | 1   | Wolfsburgo                                                                     |
| Berlín                            | 1   | Hertha Berlín                                                                  |
| Bremen                            | 1   | Werder Bremen                                                                  |
| Hamburgo                          | 1   | Hamburgo                                                                       |
| Hesse                             | 1   | Eintracht Fráncfort                                                            |
| Mecklemburgo-Pomerania Occidental | 1   | Hansa Rostock                                                                  |
| Renania-Palatinado                | 1   | Kaiserslautern                                                                 |

## Sistema de competición
Los dieciocho equipos se enfrentaron entre sí bajo el sistema de todos contra todos a doble rueda, completando un total de 34 fechas. Las clasificación se estableció a partir de los puntos obtenidos en cada encuentro, otorgando tres por partido ganado, uno por empatado y ninguno en caso de derrota. En caso de igualdad de puntos entre dos o más equipos, se aplicaron, en el mencionado orden, los siguientes criterios de desempate:
1. Mejor diferencia de goles en todo el campeonato;
2. Mayor cantidad de goles a favor en todo el campeonato;
3. Mayor cantidad de puntos en los partidos entre los equipos implicados;
4. Mejor diferencia de goles en los partidos entre los equipos implicados;
5. Mayor cantidad de goles a favor en los partidos entre los equipos implicados.

Al finalizar el campeonato, el equipo ubicado en el primer lugar de la clasificación se consagró campeón y clasificó a la fase de grupos de la Liga de Campeones de la UEFA 2000-01, junto con el subcampeón. El tercero y el cuarto, por su parte, disputaron la tercera ronda previa de la misma competencia. Asimismo, los equipos que finalizaron el certamen en quinto y sexto lugar clasificaron a la primera ronda de la Copa de la UEFA 2000-01 junto con el campeón de la Copa de Alemania, mientras que los ubicados en las posiciones séptima y octava accedieron a la Copa Intertoto de la UEFA 2000.
Por otro lado, los equipos que ocuparon los últimos tres puestos de la clasificación —decimosexta, decimoséptima y decimoctava— descendieron de manera directa a la 2. Bundesliga.

## Clasificación
| Pos. | Equipo              | Pts. | PJ | G  | E  | P  | GF | GC | Dif. | Clasificación 2000-01                        |
| ---- | ------------------- | ---- | -- | -- | -- | -- | -- | -- | ---- | -------------------------------------------- |
| 1    | Bayern Múnich (C)   | 73   | 34 | 22 | 7  | 5  | 73 | 28 | +45  | Fase de grupos de la Liga de Campeones       |
| 2    | Bayer Leverkusen    | 73   | 34 | 21 | 10 | 3  | 74 | 36 | +38  | Fase de grupos de la Liga de Campeones       |
| 3    | Hamburgo            | 59   | 34 | 16 | 11 | 7  | 63 | 39 | +24  | Tercera ronda previa de la Liga de Campeones |
| 4    | 1860 Múnich         | 53   | 34 | 14 | 11 | 9  | 55 | 48 | +7   | Tercera ronda previa de la Liga de Campeones |
| 5    | Kaiserslautern      | 50   | 34 | 15 | 5  | 14 | 54 | 59 | −5   | Primera ronda de la Copa de la UEFA          |
| 6    | Hertha Berlín       | 50   | 34 | 13 | 11 | 10 | 39 | 46 | −7   | Primera ronda de la Copa de la UEFA          |
| 7    | Wolfsburgo          | 49   | 34 | 12 | 13 | 9  | 51 | 58 | −7   | Tercera ronda de la Copa Intertoto           |
| 8    | Stuttgart           | 48   | 34 | 14 | 6  | 14 | 44 | 47 | −3   | Segunda ronda de la Copa Intertoto           |
| 9    | Werder Bremen       | 47   | 34 | 13 | 8  | 13 | 65 | 52 | +13  | Primera ronda de la Copa de la UEFA          |
| 10   | Unterhaching        | 44   | 34 | 12 | 8  | 14 | 40 | 42 | −2   |                                              |
| 11   | Borussia Dortmund   | 40   | 34 | 9  | 13 | 12 | 41 | 38 | +3   |                                              |
| 12   | Friburgo            | 40   | 34 | 10 | 10 | 14 | 45 | 50 | −5   |                                              |
| 13   | Schalke 04          | 39   | 34 | 8  | 15 | 11 | 42 | 44 | −2   |                                              |
| 14   | Eintracht Fráncfort | 39   | 34 | 12 | 5  | 17 | 42 | 44 | −2   |                                              |
| 15   | Hansa Rostock       | 38   | 34 | 8  | 14 | 12 | 44 | 60 | −16  |                                              |
| 16   | Ulm                 | 35   | 34 | 9  | 8  | 17 | 36 | 62 | −26  | Descenso de categoría                        |
| 17   | Arminia Bielefeld   | 30   | 34 | 7  | 9  | 18 | 40 | 61 | −21  | Descenso de categoría                        |
| 18   | Duisburgo           | 22   | 34 | 4  | 10 | 20 | 37 | 71 | −34  | Descenso de categoría                        |

Actualizado a los partidos jugados el 20 de mayo de 2000.
 Fuente: DFB
1. ↑  Copa de Alemania (CC): El campeón de la Copa de Alemania 1999-2000, Bayern Múnich, ya estaba clasificado a la Liga de Campeones 2000-01 como campeón de la presente Bundesliga. En consecuencia, Werder Bremen, subcampeón de la Copa de Alemania 1999-2000, accedió a la primera ronda de la Copa de la UEFA 2000-01.

Notas:
1. ↑  Se le descontaron dos puntos por incumplimiento de la licencia federativa.

| Bundesliga                       |
|                                  |
| Campeón Bayern Múnich 16º título |

## Resultados
| Local \ Visitante   | MUN | ARM | BAL | BAY | BOD | DUI | FRA | FRI | HAM | HAN | HER | KAI | SCH | STU | ULM | UNT | WER | WOL |
| ------------------- | --- | --- | --- | --- | --- | --- | --- | --- | --- | --- | --- | --- | --- | --- | --- | --- | --- | --- |
| 1860 Múnich         | —   | 5–0 | 1–2 | 1–0 | 0–3 | 4–1 | 2–0 | 3–1 | 0–0 | 4–3 | 2–1 | 2–1 | 3–3 | 1–1 | 4–1 | 2–1 | 1–0 | 1–2 |
| Arminia Bielefeld   | 2–2 | —   | 1–2 | 0–3 | 0–2 | 0–1 | 1–1 | 2–1 | 3–0 | 2–2 | 1–1 | 1–2 | 1–2 | 1–2 | 4–1 | 1–0 | 2–2 | 0–0 |
| Bayer Leverkusen    | 1–1 | 4–1 | —   | 2–0 | 3–1 | 3–0 | 4–1 | 1–1 | 2–2 | 1–1 | 3–1 | 3–1 | 3–2 | 1–0 | 4–1 | 2–1 | 3–2 | 4–1 |
| Bayern Múnich       | 1–2 | 2–1 | 4–1 | —   | 1–1 | 4–1 | 4–1 | 6–1 | 2–2 | 4–1 | 3–1 | 2–2 | 4–1 | 0–1 | 4–0 | 1–0 | 3–1 | 5–0 |
| Borussia Dortmund   | 1–1 | 1–3 | 1–1 | 0–1 | —   | 2–2 | 1–0 | 1–1 | 0–1 | 3–0 | 4–0 | 0–1 | 1–1 | 1–1 | 1–1 | 1–3 | 1–3 | 2–1 |
| Duisburgo           | 3–0 | 0–3 | 0–0 | 1–2 | 2–2 | —   | 2–3 | 1–2 | 1–1 | 2–2 | 0–0 | 2–2 | 1–1 | 1–3 | 0–0 | 2–0 | 0–1 | 2–3 |
| Eintracht Fráncfort | 3–1 | 2–1 | 1–2 | 1–2 | 1–1 | 1–1 | —   | 2–0 | 3–0 | 0–0 | 4–0 | 0–1 | 0–2 | 0–1 | 2–1 | 3–0 | 1–0 | 4–0 |
| Friburgo            | 3–0 | 1–1 | 0–0 | 1–2 | 1–1 | 3–0 | 2–3 | —   | 0–2 | 5–0 | 0–1 | 2–1 | 2–1 | 0–2 | 2–0 | 4–3 | 2–1 | 1–1 |
| Hamburgo            | 2–0 | 5–0 | 0–2 | 0–0 | 1–1 | 6–1 | 1–0 | 2–0 | —   | 1–0 | 5–1 | 2–1 | 3–1 | 3–0 | 1–2 | 3–0 | 0–0 | 2–2 |
| Hansa Rostock       | 0–0 | 2–1 | 1–1 | 0–3 | 1–0 | 3–1 | 3–1 | 1–1 | 3–3 | —   | 0–1 | 4–2 | 1–0 | 1–4 | 2–1 | 1–1 | 1–1 | 1–1 |
| Hertha Berlín       | 1–1 | 2–0 | 0–0 | 1–1 | 0–3 | 2–1 | 1–0 | 0–0 | 2–1 | 5–2 | —   | 0–1 | 2–1 | 1–1 | 3–0 | 2–1 | 1–1 | 0–0 |
| Kaiserslautern      | 1–1 | 0–2 | 1–3 | 0–2 | 1–0 | 3–2 | 1–0 | 0–2 | 2–0 | 2–2 | 1–2 | —   | 2–1 | 1–2 | 6–2 | 4–2 | 4–3 | 2–2 |
| Schalke 04          | 2–2 | 1–1 | 1–1 | 1–1 | 0–0 | 3–0 | 0–0 | 2–2 | 1–3 | 0–2 | 1–1 | 1–2 | —   | 3–0 | 0–0 | 1–0 | 3–1 | 1–1 |
| Stuttgart           | 1–3 | 3–3 | 1–2 | 2–0 | 1–2 | 4–2 | 0–2 | 1–0 | 1–3 | 3–1 | 1–0 | 0–1 | 0–2 | —   | 2–0 | 0–2 | 0–0 | 2–5 |
| Ulm                 | 3–0 | 2–0 | 1–9 | 0–1 | 0–1 | 0–3 | 3–0 | 1–1 | 1–2 | 1–1 | 0–1 | 3–1 | 1–1 | 1–1 | —   | 1–0 | 2–1 | 2–0 |
| Unterhaching        | 1–1 | 2–0 | 2–0 | 0–2 | 1–0 | 2–0 | 1–0 | 1–0 | 1–1 | 1–1 | 1–1 | 1–2 | 3–1 | 2–0 | 1–0 | —   | 1–0 | 1–1 |
| Werder Bremen       | 1–3 | 3–1 | 1–3 | 0–2 | 3–2 | 4–0 | 3–1 | 5–2 | 2–1 | 2–1 | 4–1 | 5–0 | 0–1 | 2–1 | 2–2 | 2–2 | —   | 2–2 |
| Wolfsburgo          | 2–1 | 2–0 | 3–1 | 1–1 | 1–0 | 1–0 | 1–0 | 2–1 | 4–4 | 2–0 | 2–3 | 3–2 | 0–0 | 0–2 | 1–2 | 2–2 | 2–7 | —   |

## Estadísticas

### Goleadores
| Jugador         | Equipo           | Goles |
| --------------- | ---------------- | ----- |
| Martin Max      | 1860 Múnich      | 19    |
| Ulf Kirsten     | Bayer Leverkusen | 17    |
| Ebbe Sand       | Schalke 04       | 14    |
| Élber Giovane   | Bayern Múnich    | 14    |
| Paulo Sérgio    | Bayern Múnich    | 13    |
| Marco Bode      | Werder Bremen    | 13    |
| Claudio Pizarro | Werder Bremen    | 10    |